# یک چوق الف گل ۲
یک چوق الف گل ۲ (انگلیسی: A Flower Bookmark 2؛ کره‌ای: 꽃갈피 둘) دومین آلبوم چندآهنگه بازخوانی‌شده از خواننده و ترانه‌پرداز اهل کره جنوبی، آی‌یو است. این ششمین آلبوم چندآهنگه به زبان کره‌ای او نیز به‌شمار می‌رود. یک چوق الف گل ۲ در ۲۲ سپتامبر ۲۰۱۷ توسط لوئن انترتینمنت و تحت لیبل فیو انترتینمنت منتشر شد. همانند آلبوم بازخوانی پیشین او با عنوان یک چوق الف گل (۲۰۱۴)، این اثر نیز شامل بازخوانی ترانه‌های نوستالژیک کی پاپ است که از دههٔ ۱۹۶۰ تا دههٔ ۲۰۰۰ محبوب بوده‌اند.

## پیش‌زمینه و انتشار
یک چوق الف گل ۲ شامل نسخه بازخوانی ترانه‌های نوستالژیک کی پاپ است که از دههٔ ۱۹۶۰ تا دههٔ ۲۰۰۰ محبوب بوده‌اند. از جملهٔ این ترانه‌ها می‌توان به «صبح پاییزی» (یانگ هی اون، ۱۹۹۱)، «ماجرای دیشب» (سوبانگچا، ۱۹۸۸)، «شب بارانی بی‌خواب» (کیم گون مو، ۱۹۹۰)، «باغ مخفی» (لی چه، ۲۰۰۳)، «کنار جویبار» (جونگ می جو، ۱۹۷۲) و «هر روز با تو» (دولگوک‌هوا، دههٔ ۱۹۸۰) اشاره کرد. گزارش شده است که آی‌یو شخصاً با هنرمندان اصلی این آثار تماس گرفته و از آن‌ها برای بازخوانی ترانه‌هایشان اجازه گرفته است.
در ۱۸ سپتامبر ۲۰۱۷، «صبح پاییزی» به مناسبت نهمین سالگرد فعالیت هنری آی‌یو منتشر شد. سایر قطعه‌های آلبوم، چهار روز بعد به صورت دیجیتالی منتشر شدند؛ همراه با موزیک ویدئوی «ماجرای دیشب» و کلیپ اجرای ویژهٔ «شب بارانی بی‌خواب». نسخهٔ فیزیکی آلبوم قرار بود در ۲۵ سپتامبر منتشر شود، اما به تاریخ ۱۲ اکتبر موکول شد. دلیل این تأخیر آن بود که در نسخهٔ اولیهٔ آلبوم، قرار بود ترانهٔ «با دلی برای فراموش کردنت» از خواننده فقید، کیم کوانگ سوک، گنجانده شود. با این حال، به دلیل افشاگری‌های اخیر دربارهٔ مرگ دختر این هنرمند، فیو انترتینمنت تصمیم گرفت این قطعه را از آلبوم آی‌یو حذف کند. در ۶ ژانویه ۲۰۱۸، آی‌یو موزیک ویدئوی این ترانه را منتشر کرد و آن را ادای احترام به کیم کوانگ سوک دانست. او اظهار داشت: «به‌عنوان یکی از دوستداران موسیقی او، می‌خواهم با اجرای صمیمانهٔ این ترانهٔ زیبا، احترام و یادم را نسبت به کیم کوانگ سوک ابراز کنم.»

## جدول‌های موسیقی
| جدول (۲۰۱۷)                          | بالاترین جایگاه |
| ------------------------------------ | --------------- |
| آلبوم‌های کره جنوبی (گائون)           | ۳               |
| آلبوم‌های جهانیایالات متحده (بیلبورد) | ۵               |

| جدول (۲۰۱۷)       | جایگاه |
| ----------------- | ------ |
| کره جنوبی (گائون) | ۶۸     |

## عملکرد تک‌آهنگ‌ها در جدول‌های موسیقی
| جدول (۲۰۱۷)       | بالاترین جایگاه |
| ----------------- | --------------- |
| کره جنوبی (گائون) | ۱               |

| جدول (۲۰۱۷)       | بالاترین جایگاه |
| ----------------- | --------------- |
| کره جنوبی (گائون) | ۴               |

| جدول (۲۰۱۷)       | جایگاه |
| ----------------- | ------ |
| کره جنوبی (گائون) | ۴۷     |

## فروش‌ها
| منطقه             | فروش   |
| ----------------- | ------ |
| کره جنوبی (گائون) | ۷۹٬۵۳۲ |